# تکان‌تپه
تکان‌تپه، روستایی است از توابع بخش مرکزی شهرستان بوکان استان آذربایجان غربی ایران.

## جمعیت
این روستا در دهستان بهی فیض الله بیگی قرار داشته و بر اساس سرشماری سال ۱۳۹۵ جمعیت آن ۴۸۹ نفر (۱۱۶ خانوار)
بوده‌است.